# Dieter Gradetzke
Dieter Gradetzke (* 13. März 1926) ist ein ehemaliger deutscher Fußballspieler. In den 1950er Jahren spielte er für Lokomotive Stendal und Lokomotive Leipzig in der DDR-Oberliga, der höchsten Spielklasse im DDR-Fußball.

## Sportliche Laufbahn
Zur Saison 1951/52 wechselte der 25-jährige Dieter Gradetzke, der mehrfach in der Landesauswahl Mecklenburg gespielt hatte, von der Betriebssportgemeinschaft (BSG) Lokomotive Greifswald aus der drittklassigen Landesklasse Mecklenburg zum Oberligisten BSG Lokomotive Stendal. Dort erkämpfte er sich als Stürmer sofort einen Stammplatz, verpasste von den 36 Punktspielen nur vier Partien und erzielte acht Tore. Bereits im September 1951 war er in den 30-köpfigen Kader der so genannten Kernmannschaft berufen worden, die zur Vorbereitung der Bildung einer Fußballnationalmannschaft dienen sollte. Auch 1952/53 fehlte Gradetzke nur bei fünf von 32 Punktspielen und zählte mit seinen sechs Toren erneut zu den erfolgreichen Angreifern. In der Saison 1953/54 wurde er nur in den ersten sieben Oberligaspielen eingesetzt, erzielte nur ein Tor. Nachdem Stendal am Ende der Saison absteigen musste, wechselte Gradetzke zur Spielzeit 1954/55 zum Oberligisten SC Lokomotive Leipzig. Dort wurde er nur am 1. Spieltag als halblinker Stürmer eingesetzt. Bereits nach sieben Wochen spielte er wieder bei Lok Stendal, wo er alle restlichen 16 Punktspiele in der zweitklassigen DDR-Liga bestritt und mit seinen neun Toren wesentlich zur sofortigen Rückkehr der Stendaler in die Oberliga beitrug. Ab der folgenden Spielzeit wurde der DDR-Fußball im Kalenderjahr-Rhythmus ausgetragen. In der Saison 1956 war Gradetzke wie gewohnt als Stürmer gesetzt und fehlte nur bei einem Oberligaspiel. Seine sieben Punktspieltore wiesen ihn erneut als erfolgreichen Angreifer aus. Im Alter von 31 Jahren ging Gradetzke 1957 in seine letzte Saison als Leistungssportler. Er wurde in der Hinrunde zumeist als Einwechselspieler nur noch in sieben Punktspielen eingesetzt und erzielte auch nur noch ein Tor.